# المحمدية (الدوادمي)
المحمدية، هي قرية من فئة (ب) تقع في محافظة الدوادمي، والتابعة لمنطقة الرياض في السعودية. وتبعد المحمدية عن محافظة الدوادمي بمسافة تقارب () كم.